# La dame blanche

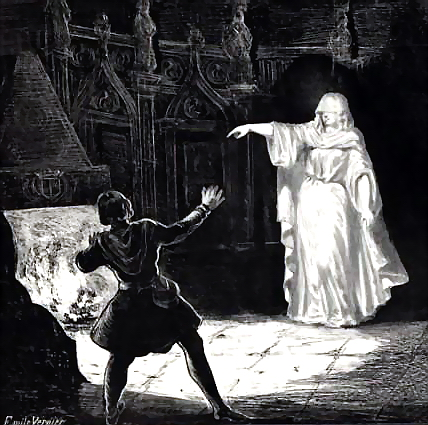
vở opera da trắng.

La dame blanche (tiếng Việt: Quý bà Trắng) là vở opera 3 màn của nhà soạn nhạc người Pháp François Adrien Boieldieu. Người viết lời cho tác phẩm là Eugène Scribe. Scribe đã viết lời dựa vào ba cuốn tiểu thuyết của đại văn hào người Scotland Walter Scott, đó là Tu viện, Guy Mannering và Hòa thượng. Vở opera được sáng tác vào năm 1825. Đây là một vở opera comique.